# Leonard Part 6
Pour plus de détails, voir Fiche technique et Distribution.
Leonard Part 6 est un film américain réalisé par Paul Weiland, sorti en 1987.
Il fait partie de la Liste des films les moins appréciés par la critique, remportant 3 Razzie Awards, dont le pire film, lors de la 8e cérémonie.

## Synopsis
Leonard Parker, un espion de la CIA à la retraite gère désormais un restaurant, mais le directeur de la CIA lui demande de reprendre du service afin de sauver le monde de la végétarienne Medusa Johnson. Cette dernière, aidée de sa troupe végétarienne, réalise des lavages de cerveaux sur les animaux et les programmes pour des humains.
Selon la séquence d'ouverture du film, il est indiqué qu'il s'agit du sixième volet des aventures de Leonard Parker. Les cinq précédents films sont dissimulés pour protéger le monde.

## Fiche technique
- Titre français : Leonard Part 6
- Réalisation : Paul Weiland
- Scénario : Bill Cosby et Jonathan Reynolds
- Photographie : Jan de Bont
- Musique : Elmer Bernstein
- Producteurs : Bill Cosby et Ned Kopp
- Sociétés de production : Columbia Pictures, SAH Productions
- Sociétés de distribution : Columbia Pictures
- Pays d'origine : États-Unis
- Format : Couleurs - 1,85:1 - Dolby
- Genre : Comédie, espionnage, action et science-fiction
- Durée : 85 minutes
- Date de sortie : 1987

## Distribution
- Bill Cosby : Leonard Parker
- Tom Courtenay : Frayn
- Joe Don Baker : Nick Snyderburn
- Moses Gunn : Giorgio Francozzi
- Pat Colbert : Allison Parker
- Gloria Foster : Medusa Johnson
- Victoria Rowell : Joan Parker
- Anna Levine : Nurse Carvalho
- Grace Zabriskie : Jefferson
- Obba Babatundé : Bongo Drummer
- Larry Gates : Medusa Guard
- Leo Rossi : Chef
- Jane Fonda : Elle-même (non crédité)